# Levočské dubiny
Levočské dubiny este o arie protejată (arie specială de conservare — SAC, sit de importanță comunitară — SCI) din Slovacia întinsă pe o suprafață de 600,32 ha, integral pe uscat.

## Localizare
Centrul sitului Levočské dubiny este situat la coordonatele 49°02′45″N 20°33′37″E / 49.045706°N 20.560233°E.

## Înființare
Situl Levočské dubiny a fost declarat sit de importanță comunitară în aprilie 2004.

## Biodiversitate
Situată în ecoregiunea alpină, aria protejată conține 5 habitate naturale: Păduri de fag Asperulo-Fagetum, Păduri de stejar și carpen Galio-Carpinetum, Păduri pe pante, grohotișuri și ravene de Tilio-Acerion, Păduri aluvionare cu Alnus glutinosa și Fraxinus excelsior (Alno-Padion, Alnion incanae, Salicion albae), Păduri stepice euro-siberiene cu Quercus spp..
La baza desemnării sitului se află mai multe specii protejate:
- plante (1): clopțelul cu frunze de crin (Adenophora lilifolia)
- amfibieni (2): izvoraș-cu-burta-galbenă (Bombina variegata), Triturus montandoni
- mamifere (1): lupul (Canis lupus)

Pe lângă speciile protejate, pe teritoriul sitului au mai fost identificate 11 specii de plante, 4 specii de amfibieni, 12 specii de mamifere, 5 specii de reptile.